# 方青儒
方青儒（1907年5月19日—1984年8月8日），字知白，浙江浦江人。

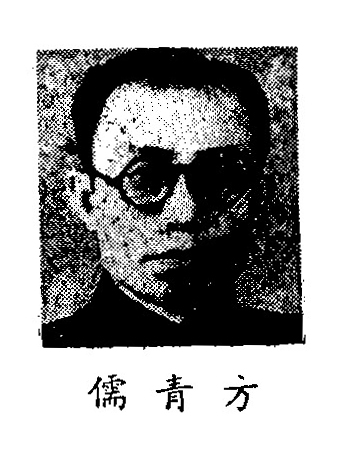

方青儒毕业于中央党务学校，后在中央训练团党政高级班受训。毕业后，历任浙江余杭县党务指导委员、宁波区党务视察员、国民党浙江省党部候补执行委员兼组织部秘书等职。1931年起，连续当选国民党第三至七届全国代表大会浙江省代表。其后，又任浙江省党部第二到七届执委兼常委、书记长。期间，还曾任教于中央政治大学。1940年，任国民参政会参政员。1942年起，又先后担任浙江省政府社会处处长、浙江省政府委员。1946年，当选制宪国民大会代表。翌年，当选国民党中央执行委员。1948年，当选第一届国民大会代表。
赴台后，又历任革命实践研究会辅导委员、研究委员兼社会组和政府组副组长、国防研究院国家战略研究委员、政工干校讲座、中国文化学院劳工研究所兼任教授、台湾省劳保监理会主委、台湾省政府顾问、高等考试社工考试委员、光复大陆设计研究委员会国家战略研究委员。